# Claude Lamoral II di Ligne
Claude Lamoral II de Ligne, VI principe de Ligne (5 luglio 1685 – Castello di Belœil, 7 agosto 1766), fu un feldmaresciallo e sesto principe del casato di Ligne. Fu anche primo signore delle Fiandre, pari, siniscalco e maresciallo dell'Hainaut, fu, inoltre governatore del ducato di Limburgo e consigliere di stato.

## Biografia
Figlio di Henri Louis de Ligne, 4º principe de Ligne (1644-1702) e Doña Juana Monica Folch de Cardona de Aragon y Benavides (1663-1691), figlia di Luis Ramon Folch di Cardona (1608-1670), duca di Segorbe.
Riorganizzò l'esercito nei Paesi Bassi austriaci appena conquistati, e nel 1720 prese possesso in nome dell'imperatore delle città fortificate di Tournai, Ieper e Menen. Questo viaggio attraverso le Fiandre e l'Hainaut fu accompagnato da grandi fasti e festeggiamenti, molti Te Deum e numerosi ricevimenti in ogni città.
Ma probabilmente il suo più grande risultato è il dominio di Belœil. Spese milioni per dare al castello e ai suoi giardini lo splendore che hanno oggi. Il principe Claude-Lamoral cercò di rivaleggiare con la Versailles di Luigi XIV e assunse l'architetto parigino Jean-Michel Chevotet, grande conoscitore dell'architettura dell'epoca.

## Matrimonio e figli
Claude Lamoral II aveva sposato il 18 febbraio 1721, Elisabetta Alessandrina di Salm (1704-1739), figlia di Luigi Ottone, principe di Salm. Insieme ebbero:
- Louise Marie (1728 - 1784);
- Marie Josèphe (1730 - 1783);
- Charles Joseph Lamoral (1735 - 1814), 7º principe di Ligne e Sacro Romano Impero, principe di Amblise e Épinoy.

## Ascendenza
|                                                                 |                                                  |                                                                          | Genitori                                        |  |  | Nonni |  |  | Bisnonni            |  |  | Trisnonni              |  |
|                                                                 |                                                  |                                                                          |                                                 |  |  |       |  |  | 8. Florent de Ligne |  |  | 16. Lamoral I de Ligne |  |
|                                                                 |                                                  |                                                                          |                                                 |  |  |       |  |  | 8. Florent de Ligne |  |  | 16. Lamoral I de Ligne |  |
|                                                                 |                                                  | 17. Anne Marie de Melun                                                  |                                                 |  |  |       |  |  | 8. Florent de Ligne |  |  |                        |  |
| 4. Claude Lamoral I de Ligne                                    |                                                  |                                                                          |                                                 |  |  |       |  |  | 8. Florent de Ligne |  |  |                        |  |
|                                                                 |                                                  | 9. Louise de Lorraine-Chaligny                                           | 18. Henri de Lorraine-Chaligny                  |  |  |       |  |  |                     |  |  |                        |  |
|                                                                 |                                                  | 9. Louise de Lorraine-Chaligny                                           | 18. Henri de Lorraine-Chaligny                  |  |  |       |  |  |                     |  |  |                        |  |
|                                                                 |                                                  | 9. Louise de Lorraine-Chaligny                                           | 19. Claude, marquise de Moy                     |  |  |       |  |  |                     |  |  |                        |  |
| 2. Henri Louis Ernest di Ligne                                  |                                                  | 9. Louise de Lorraine-Chaligny                                           |                                                 |  |  |       |  |  |                     |  |  |                        |  |
|                                                                 |                                                  | 10. Johann VIII zu Nassau-Siegen                                         | 20. Johann VII zu Nassau-Siegen                 |  |  |       |  |  |                     |  |  |                        |  |
|                                                                 |                                                  | 10. Johann VIII zu Nassau-Siegen                                         | 20. Johann VII zu Nassau-Siegen                 |  |  |       |  |  |                     |  |  |                        |  |
|                                                                 |                                                  | 10. Johann VIII zu Nassau-Siegen                                         | 21. Magdalene von Waldeck-Wildungen             |  |  |       |  |  |                     |  |  |                        |  |
| 5. Clara Maria zu Nassau-Siegen                                 |                                                  | 10. Johann VIII zu Nassau-Siegen                                         |                                                 |  |  |       |  |  |                     |  |  |                        |  |
|                                                                 |                                                  | 11. Ernestine-Yolande de Ligne d'Amblise                                 | 22. Lamoral I de Ligne (= 16)                   |  |  |       |  |  |                     |  |  |                        |  |
|                                                                 |                                                  | 11. Ernestine-Yolande de Ligne d'Amblise                                 | 22. Lamoral I de Ligne (= 16)                   |  |  |       |  |  |                     |  |  |                        |  |
|                                                                 |                                                  | 11. Ernestine-Yolande de Ligne d'Amblise                                 | 23. Anne Marie de Melun (= 17)                  |  |  |       |  |  |                     |  |  |                        |  |
| 1. Claude Lamoral II de Ligne                                   |                                                  | 11. Ernestine-Yolande de Ligne d'Amblise                                 |                                                 |  |  |       |  |  |                     |  |  |                        |  |
|                                                                 | 12. Enrique de Aragón Folch de Cardona y Córdoba | 24. Luis Ramón Folch d'Aragó-Cardona-Córdoba y Fernández de Córdoba      |                                                 |  |  |       |  |  |                     |  |  |                        |  |
|                                                                 | 12. Enrique de Aragón Folch de Cardona y Córdoba | 24. Luis Ramón Folch d'Aragó-Cardona-Córdoba y Fernández de Córdoba      |                                                 |  |  |       |  |  |                     |  |  |                        |  |
|                                                                 | 12. Enrique de Aragón Folch de Cardona y Córdoba | 25. Ana Enriquez de Cabrera                                              |                                                 |  |  |       |  |  |                     |  |  |                        |  |
| 6. Luis Ramón de Aragón Folch de Cardona y Fernández de Córdoba | 12. Enrique de Aragón Folch de Cardona y Córdoba |                                                                          |                                                 |  |  |       |  |  |                     |  |  |                        |  |
|                                                                 |                                                  | 13. Catalina Fernández de Córdoba y Figueroa Enriquez de Ribera y Cortes | 26. Pedro Fernández de Córdoba                  |  |  |       |  |  |                     |  |  |                        |  |
|                                                                 |                                                  | 13. Catalina Fernández de Córdoba y Figueroa Enriquez de Ribera y Cortes | 26. Pedro Fernández de Córdoba                  |  |  |       |  |  |                     |  |  |                        |  |
|                                                                 |                                                  | 13. Catalina Fernández de Córdoba y Figueroa Enriquez de Ribera y Cortes | 27. Juana Enriquez de Ribera y Cortés de Zuniga |  |  |       |  |  |                     |  |  |                        |  |
| 3. Juana Monica de Aragón y Benavides                           |                                                  | 13. Catalina Fernández de Córdoba y Figueroa Enriquez de Ribera y Cortes |                                                 |  |  |       |  |  |                     |  |  |                        |  |
|                                                                 |                                                  | 14. Diego de Benavides y Bazan                                           | 28. Francisco de Benavides y de la Cueva        |  |  |       |  |  |                     |  |  |                        |  |
|                                                                 |                                                  | 14. Diego de Benavides y Bazan                                           | 28. Francisco de Benavides y de la Cueva        |  |  |       |  |  |                     |  |  |                        |  |
|                                                                 |                                                  | 14. Diego de Benavides y Bazan                                           | 29. Brianda de Bazán y Benavides                |  |  |       |  |  |                     |  |  |                        |  |
| 7. Maria Teresa de Benavides Davila y Corella                   |                                                  | 14. Diego de Benavides y Bazan                                           |                                                 |  |  |       |  |  |                     |  |  |                        |  |
|                                                                 |                                                  | 15. Antonia Ruiz de Corella Davila                                       | 30. Jeronimo Ruiz de Corella                    |  |  |       |  |  |                     |  |  |                        |  |
|                                                                 |                                                  | 15. Antonia Ruiz de Corella Davila                                       | 30. Jeronimo Ruiz de Corella                    |  |  |       |  |  |                     |  |  |                        |  |
|                                                                 |                                                  | 15. Antonia Ruiz de Corella Davila                                       | 31. Jeronima Davila Manrique                    |  |  |       |  |  |                     |  |  |                        |  |
|                                                                 |                                                  | 15. Antonia Ruiz de Corella Davila                                       |                                                 |  |  |       |  |  |                     |  |  |                        |  |